# Liberia ai Giochi della XXXI Olimpiade
La Liberia ha partecipato ai Giochi della XXXI Olimpiade, che si sono svolti a Rio de Janeiro, Brasile, dal 5 al 21 agosto 2016, con una delegazione di due atleti impegnati nell'atletica leggera. Portabandiera alla cerimonia di apertura è stato il velocista Emmanuel Matadi.

## Atletica leggera
- 100 m maschili - 1 atleta (Emmanuel Matadi)
- 200 m maschili - 1 atleta (Emmanuel Matadi)
- 400 m femminili - 1 atleta (Mariam Kromah)